# Vulcanismo di Lipari
L'isola di Lipari, come tutte le isole Eolie, è il risultato di una complessa serie di eruzioni vulcaniche che si sono succedute nel corso dei millenni. Avendo eruttato più volte in epoca storica (secondo l'INGV l'ultima eruzione accertata risale al 1230), è da considerarsi un vulcano ancora attivo, pur in fase quiescente.

## Evoluzione geologica
Le sette isole Eolie sono solo la parte emersa di imponenti apparati vulcanici che formano l'arco vulcanico eoliano di forma quasi semicircolare. Questa complessa struttura geologica, lunga circa 200 km, comprende, oltre alle isole emerse, anche cinque vulcani completamente sottomarini: Eolo, Enarete e Sisifo ad occidente di Alicudi e Lametini ed Alcione a nord di Stromboli.
Lipari, la maggiore isola dell'arcipelago, è la porzione emersa di un grande apparato vulcanico, alto circa 1600 m che, partendo da una profondità di circa 1000 m sotto il livello del mare arriva a 602 metri s.l.m. (monte Chirica situato nella zona nord dell'isola).
Le rocce più antiche affioranti sull'isola hanno un'età di 223.000 anni, quelle più giovani risalgono al XIII secolo d.C. (Monte Pilato e Forgia Vecchia). Quest'ultima fase, particolarmente recente, sottolinea che da un punto di vista vulcanologico, Lipari deve considerarsi ancora un vulcano attivo. Attualmente le uniche testimonianze di attività vulcanica sono rappresentate da fumarole (fra Timpone Pataso e Timpone Ospedale) e sorgenti termali (Terme di San Calogero e località Bagno Secco). L'attività fumarolica è responsabile della formazione delle cave di caolino che si trovano nella zona occidentale dell'isola.
Il quadro geologico abbastanza complesso che caratterizza Lipari è il risultato di due principali stadi di attività vulcanica separati da uno stadio di eventi erosivi.
Il primo stadio pre-erosivo consiste in due periodi (primo e secondo) di attività vulcanica caratterizzati da messa in posto di prodotti variabili da andesiti basaltiche ad andesiti. Il secondo stadio (erosivo) è caratterizzato da un periodo (terzo) in cui è esistita attività vulcanica (prodotti andesitici) e attività erosiva marina (paleosuperfici di abrasione marina e relativi depositi di sabbia e ciottoli: conglomerati marini).
Il terzo stadio post-erosivo consiste in due periodi (quarto e quinto) di attività vulcanica a sempre più alto contenuto di potassio.

## Fenomeni vulcanici

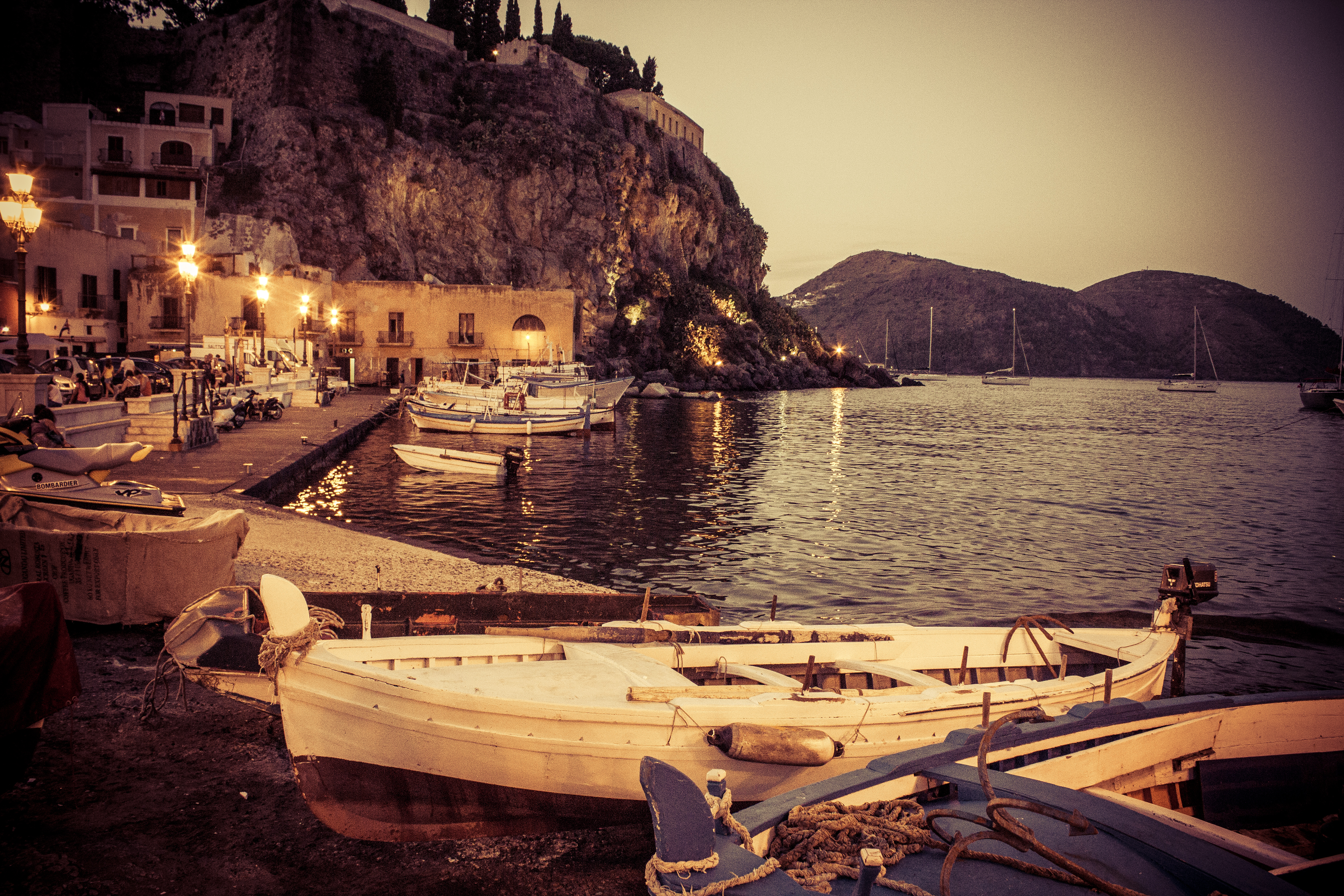
Porto di Lipari. Sono ben visibili il duomo riolitico del Castello (quarto periodo) ed in lontananza i vulcani gemelli di Monte Rosa (primo periodo)

### Primo periodo
L'attività vulcanica del primo periodo (da 223.000 a 150.000 anni fa) è collegata all'attività di numerosi centri monogenici ubicati lungo la costa occidentale in corrispondenza ad un allineamento tettonico ad arco che segue nell'entroterra l'andamento della costa stessa (Chiesa Vecchia, Pietrovito, Paleochirica, Timpone Valle di Peso, Timpone Ospedale, Timpone Pataso, Timpone Mazzacaruso, Pietra del Bagno, Timpone Carrubbo).
Questi centri sono caratterizzati da attività stromboliana (lancio di scorie) o attività effusiva (colate laviche) ed a subordinata attività idromagmatica. Quasi contemporaneamente, e con simili caratteristiche vulcanologiche e composizionali, iniziano la loro attività nel settore centro orientale di Lipari i vulcani gemelli di Monte Rosa e il Timpone Croci. Tutti questi centri, attualmente profondamente erosi e ricoperti da prodotti vulcanici più recenti, rappresentano ciò che resta dell'apparato di paleo-Lipari.

### Secondo periodo
L'attività vulcanica del secondo periodo (da 150.000 a 127.000 anni fa) inizia con la messa in posto dei prodotti legati all'attività del grande stratovulcano di Monte Chirica. Alla precoce attività esplosiva di Monte Chirica (Monte Chirica I) va riferita la spessa e ben stratificata successione di livelli di tuff massivi e di lapilli tuff scoriacei che scendono dalla sommità del monte sino alla costa in corrispondenza dell'attuale abitato di Acquacalda. I resti di questo periodo sono visibili solamente attorno all'area craterica (Chirica Rasa) vicino alla cima del monte.
La precoce attività vulcanica dell'imponente stratovulcano di Monte Sant'Angelo (Monte Sant'Angelo I) rappresenta il primo episodio di interazione acqua-magma. La sequenza di lapilli tuff e ash tuff rappresenta la fase idromagmatica (cioè quella caratterizzata da prevalente attività esplosiva) ed è seguita da una fase effusiva caratterizzata dalla messa in posto di potenti colate laviche.

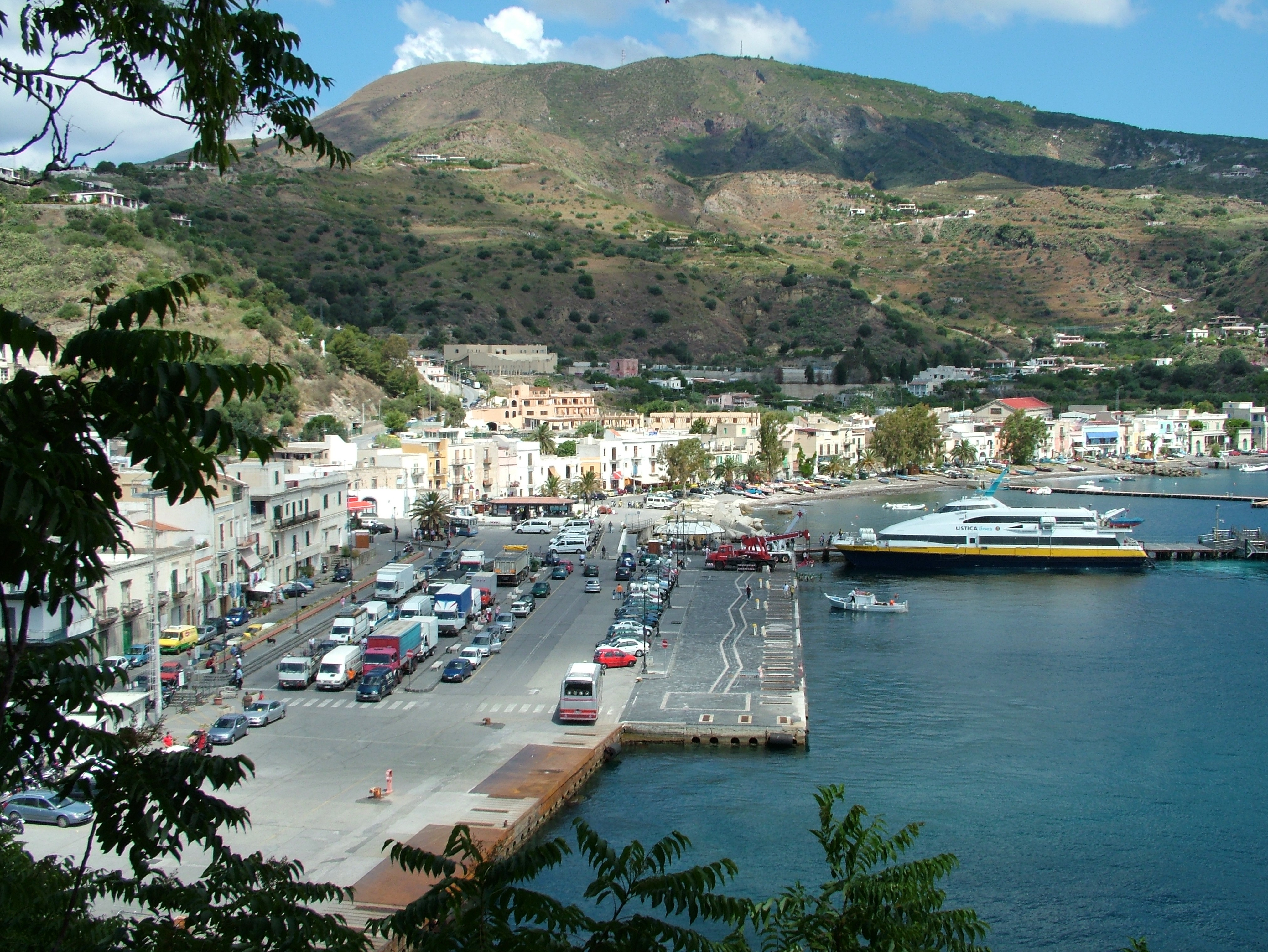
L'abitato di Lipari, dominato dal Monte Sant'Angelo

### Terzo periodo
Dopo un periodo di quiescenza, sottolineato da una evidente superficie erosiva subaerea e da superfici erosive marine con relativi conglomerati marini, l'attività vulcanica riprende: il terzo periodo abbraccia un lasso di tempo che va da 104.000 a 94.000 anni fa ed è legato all'attività dei centri Monte Chirica II e monte Sant'Angelo II e III.
Questo periodo è caratterizzato dalla emissione di prodotti vulcanici con composizione simile ma con stili eruttivi molto diversi, testimoniati dalla contemporanea attività idromagmatica effusiva che si va sviluppando nel settore centrale dell'isola. Il centro poligenico di Monte Sant'Angelo, già attivo durante il precedente periodo, inizia la sua nuova attività (Monte Sant'Angelo II) con la messa in posto di livelli sottilmente stratificati di lapilli tuff andesitici grigi spesso rimaneggiati e ricchi di resti vegetali: tronchi, radici, foglie di palma, di ulivo, ecc. In prossimità di Timpone Pataso questi depositi sono ancora più rimaneggiati, risultando il prodotto di riempimento di un piccolo bacino lacustre, e sono intercalati a livelli ricchi di silice (selci). Tale attività esplosiva è seguita dalla messa in posto di potenti colate laviche, note come lave a cordierite, i cui magmi hanno caratteri che sottintendono una parziale assimilazione del materiale della crosta.
L'ultima fase di attività del Monte Sant'Angelo (Monte Sant'Angelo III) è rappresentata da potenti banchi di piroclastiti massive e scarsamente stratificate, affioranti sulla cima dello stratovulcano, e da ridotte colate laviche andesitiche.
Per quanto riguarda il centro poligenico di Monte Chirica, la ripresa dell'attività vulcanica (Monte Chirica II) si manifesta con la messa in posto di potenti colate laviche che arrivano sino al mare in prossimità di cala Sciabeca (ovest-nord-ovest dell'isola). Durante l'edificazione di questi centri vulcanici si verificano altri episodi di erosione marina il risultato dei quali è visibile nelle ben delineate linee di costa occidentale a quote variabili tra i 2 ed i 45 metri sul livello del mare.

### Quarto periodo
Un significativo periodo di quiescenza vulcanica (lungo circa 50.000 anni) interviene a separare la fine dello stadio erosivo dall'inizio di quello post-erosivo. La ripresa dell'attività vulcanica si verifica attorno a 42.000 anni fa e corrisponde ad un netto cambiamento dello stile eruttivo e della composizione dei magmi: tutto il terzo stadio (quarto e quinto periodo) sarà infatti caratterizzato dalla emissione di magmi molto più evoluti (riolite) che danno origine a tozzi corpi lavici (duomi) e colate laviche (ossidiana) e ad ingenti quantità di depositi piroclastici (pomice).
I centri vulcanici attivi nel quarto periodo sono localizzati nel settore meridionale dell'isola: i loro prodotti piroclastici di colore bianco sono ben riconoscibili per la tipica intercalazione di depositi piroclastici di colore marrone rosso, di provenienza esterna all'isola (i cosiddetti Brown Tuff). L'attività vulcanica da 42.000 a 20.300 anni fa è collegata ai tre centri di Punta del Perciato, Falcone e Monte Guardia ognuno dei quali caratterizzato da uno schema evolutivo sempre uguale: ad episodi esplosivi e precoci di natura idromagmatica segue la fuoriuscita di duomi riolitici estremamente viscosi. I duomi di Punta del Perciato, visibili quasi esclusivamente al di sotto dell'attuale livello del mare, affiorano con discontinuità alla base della ripida falesia sud occidentale; i duomi di Falcone (Capparo e Capistello) affiorano sopra i duomi precedentemente descritti nel settore più meridionale dell'isola, mentre i duomi legati al centro di Monte Guardia sono ubicati sia nel settore sud occidentale (San Lazzaro, Monte Guardia e Monte Giardina) che in quello sud orientale di Lipari (Castello, San Nicola, Punta San Giuseppe).

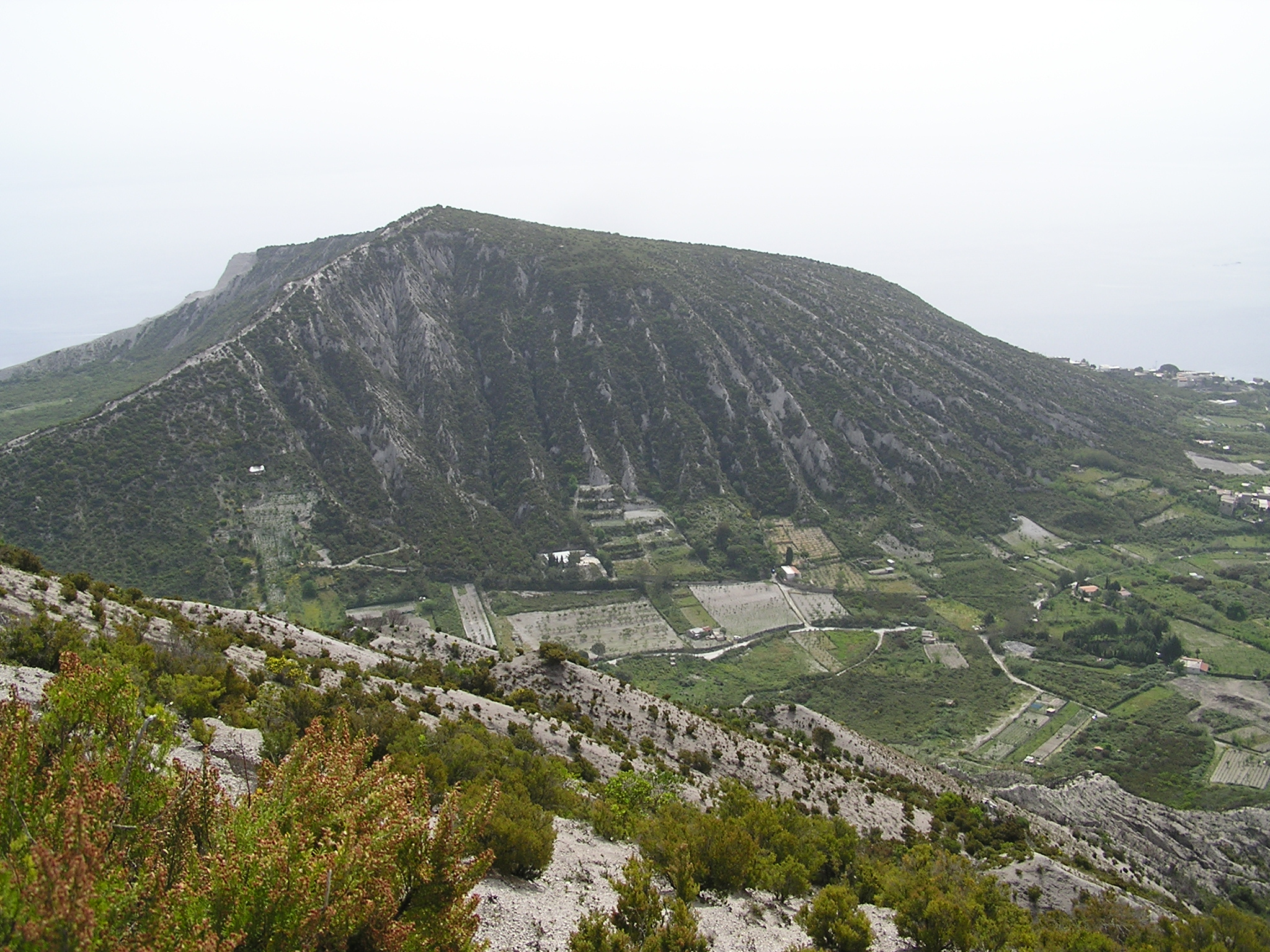
Monte Pilato

### Quinto periodo
L'attività vulcanica del quinto periodo (da 16.800 a 1.400 anni fa) è confinata nel settore nord orientale ed è collegata all'attività di quattro centri: Canneto Dentro, Gabellotto, Monte Pilato e Forgia Vecchia. L'attività di Canneto Dentro è limitata a modesti affioramenti di brecce piroclastiche pomicee e ad un tozzo duomo riolitico. L'attività di Gabellotto comincia con la messa in posto di grandi quantitativi di piroclastiti pomicee bianche e termina con la fuoriuscita di un imponente duomo lavico ossidianaceo di composizione riolitica.
Dopo una stasi vulcanica, che dura circa 3.000 anni ed è sottolineata dalla formazione di un paleosuolo di colore rosso arancio, l'attività riprende dal Monte Pilato nel settore più settentrionale di Lipari, con una serie di eruzioni esplosive che portano alla costruzione di un grande cono di pomici riolitiche dal quale tracima la potente colata lavica, ossidianacea e riolitica, di rocce rosse che arriverà al mare in località Acquacalda.
Altri prodotti vulcanici sono legati all'attività di Forgia Vecchia (circa 1.400 anni fa) e consistono nella messa in posto di modeste quantità di piroclastiti pomicee bianche seguita dalla fuoriuscita di una colata lavica riolitica con una caratteristica forma bilobata. 
L'ultima attività vulcanica si è verificata al Monte Pilato (Forgia Vecchia, Rocche Rossi), con due eruzioni confermate nel 780 e nel 1230. Ma si ha notizia (Urb.Lat.1062, anno 1594, c. 371 v.) che ci fu una enorme eruzione a giugno del 1594: “Scrivono di Sicilia essersi aperto il Monte Lippari in 4 luoghi come fu a tempo di Vespasiano, e sparsa gran copia di cinere per 50 miglia attorno in Sicilia, Africa, et Calabria, et che si sollecitava la partita delle fantarie napolitane da Napoli per li molti danni che fanno”.